# Hannelore Heckmair
Hannelore Heckmair (18 ottobre 1939 – Bayrischzell, 15 febbraio 2024) è stata una sciatrice alpina tedesca che gareggiò per la nazionale tedesca occidentale.

## Biografia
Sciatrice polivalente, Hannelore Heckmair vinse il Parsenn-Derby di Davos nel 1957 e nel 1958, anno in cui si piazzò anche 3ª nello slalom gigante di Gurgl del 27 aprile e vinse quello del Patscherkofel del 1º maggio; disputò le sue ultima gare al trofeo Damenpokal 1962 (Oberstaufen, 6 gennaio), dove fu 13ª nello slalom speciale. Non prese parte a rassegne olimpiche o iridate.

## Palmarès

### Classiche
Parsenn-Derby
- 2 vittorie (Davos 1957; Davos 1958)

### Campionati tedeschi
- 2 ori (discesa libera, slalom gigante nel 1960)[6]